# Howard Comfort
Howard Comfort (* 4. Juni 1904 in Haverford, Pennsylvania; † 20. September 1993 in Kennett Square, Pennsylvania) war ein US-amerikanischer Klassischer Archäologe und Klassischer Philologe.
Howard Comfort, Sohn des Romanisten und Präsidenten des Haverford College William Wistar Comfort, studierte am Haverford College (B.A. 1924) und an der Princeton University (M.A. 1927). 1927 bis 1929 verbrachte er an der American Academy in Rome. 1932 wurde er an der Princeton University promoviert. Von 1932 bis 1969 lehrte er als Professor für Klassische Altertumswissenschaften am Haverford College. Sein Spezialgebiet war die Erforschung der römischen Terra Sigillata. 1957 war er Mitbegründer der Rei Cretariae Romanae Fautores, einer wissenschaftlichen Gesellschaft zur Erforschung der römischen Keramik.
Sein Sohn W. Wistar Comfort war Mathematiker.

## Veröffentlichungen
- Terra sigillata. In: Paulys Realencyclopädie der classischen Altertumswissenschaft (RE). Supplementband VII, Stuttgart 1940, Sp. 1295–1352.
- (Hrsg.): Corpus Vasorum Arretinorum. A catalogue of the signatures, shapes and chronology of Italian sigillata. Zusammengestellt von August Oxé. Habelt, Bonn 1968. 2. Auflage: Ergänzt durch Philip Kenrick. Habelt, Bonn 2000, ISBN 3-7749-3029-5.
- Terra sigillata. In: Enciclopedia dell’Arte Antica, Classica e Orientale. Supplemento. Rom 1973, S. 803–834 (online).
- Notes on Roman ceramic archaeology, 1928–1978 Hrsg. von Rei Cretariae Romanae Fautores zum 75. Geburtstag ihres Gründers und Meisters; mit einem Verzeichnis von Howart Comforts wissenschaftlichen Veröffentlichungen. Rei Cretariae Romanae Fautores, Augst/Kaiseraugst 1979.